# Nephasoma confusum
Nephasoma confusum är en stjärnmaskart som först beskrevs av Sluiter 1902.  Nephasoma confusum ingår i släktet Nephasoma och familjen Golfingiidae. Inga underarter finns listade i Catalogue of Life.